# Georg Reinhold von Thadden

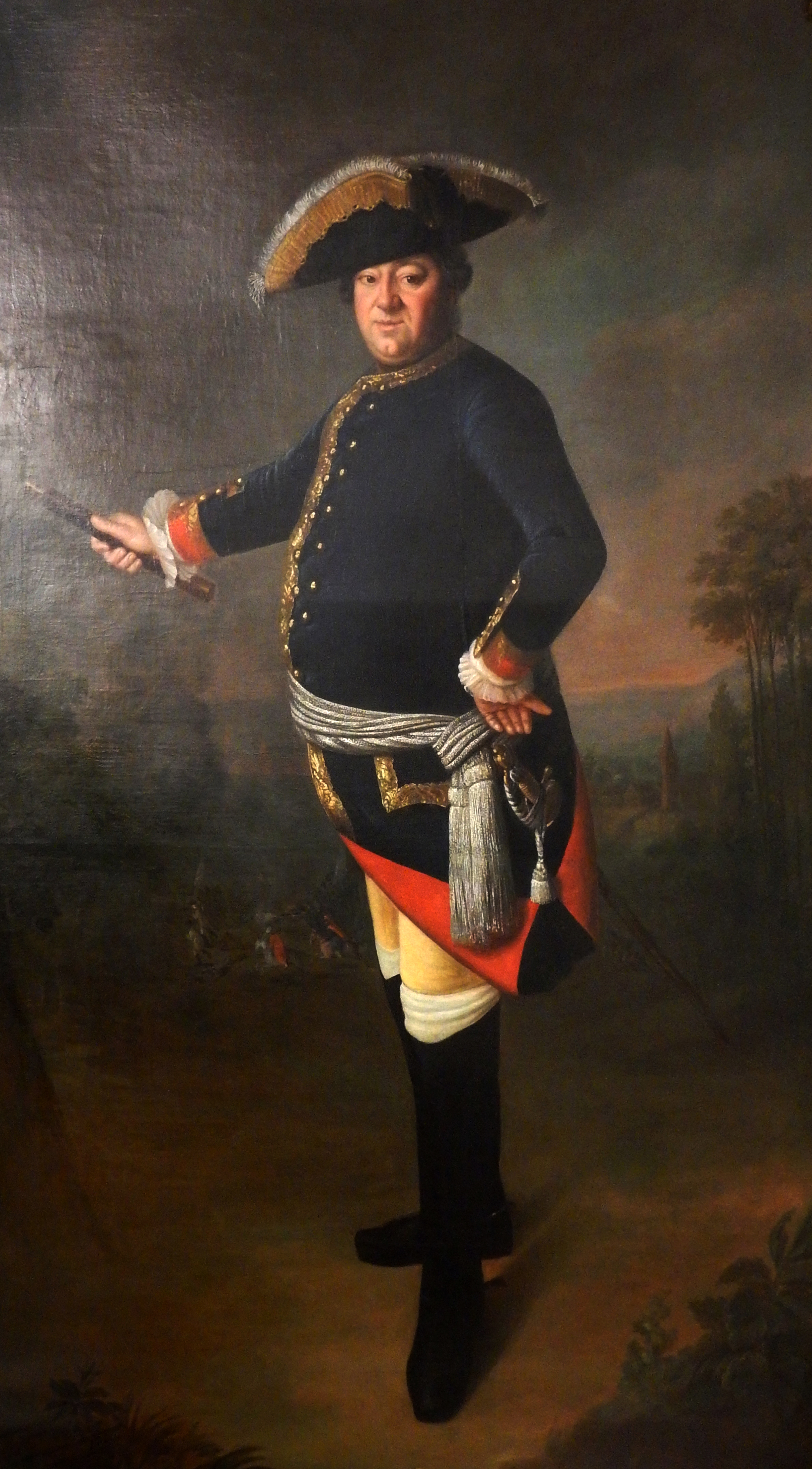
Reinhold von Thadden, Ölgemälde im Nationalmuseum Stettin, 1766.

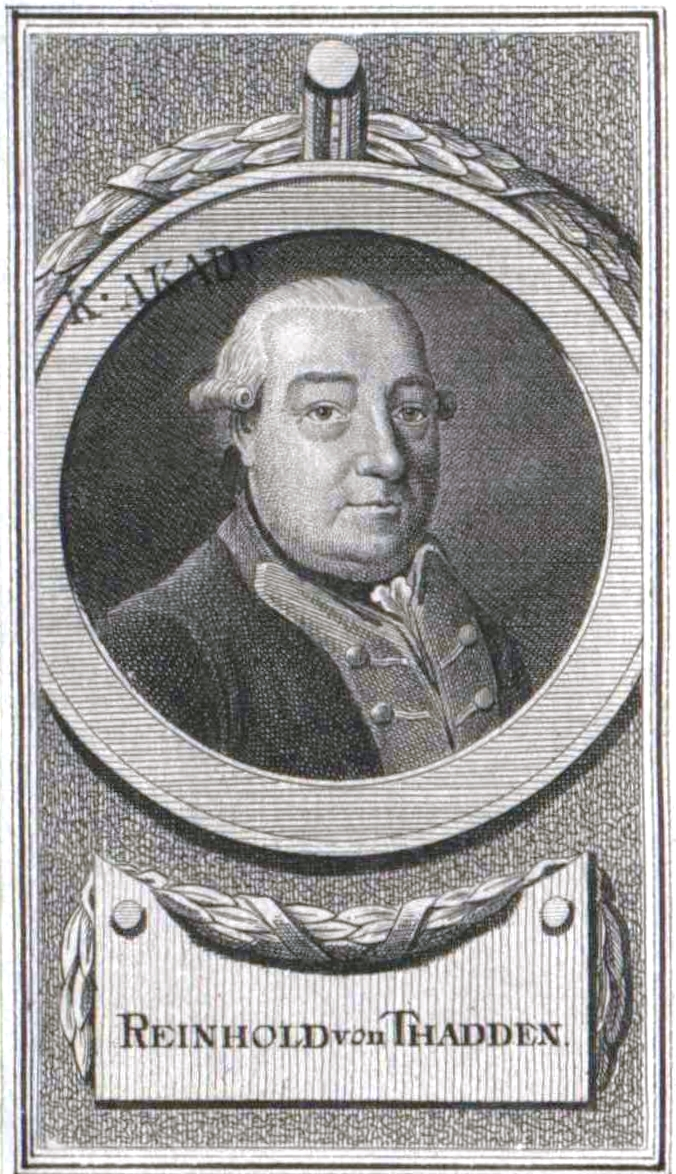
Reinhold von Thadden

Georg Reinhold von Thadden (* 2. Oktober 1712 in Balau Ostpreußen; † 8. Dezember 1784 auf Gut Babenz bei Rosenberg) war ein preußischer Generalleutnant, Chef des Infanterieregiments Nr. 4 und Gouverneur der Festung Glatz.

## Leben
Seine Eltern waren der Erbherr auf Nesnechow Martin Reinhold von Thadden und dessen Frau Esther von Leyden (* 1688).
Thadden kam 1726 in das Kadettenkorps und wurde am 20. Mai 1735 als Fähnrich in das Infanterieregiment Nr. 29 aufgenommen. 1740 wurde der Sekondeleutnant und Generaladjutant von Generalleutnant Borcke, dem damaligen Regimentschef. Im gleichen Jahr war er Teil einer Einheit, die in die Stadt Maaseik geschickt wurde, um die dortigen Heerstall’schen Unruhen zu bekämpfen. 1741 kam er in das große Truppenlager in Brandenburg. Im Ersten Schlesischen Krieg kämpfte er in der Schlacht bei Chotusitz. Am 18. Januar 1742 wurde er direkt zum Kapitän im Pionierregiment Nr. 49 befördert, wo er eine eigene Kompanie bekam. 1746 war er zusammen mit Hauptmann von Floris als Freiwilliger bei der französischen Armee, um den Feldzug in Flandern zu beobachten. Er fand sich bei den Belagerungen von Brüssel, Mons, Charleroi und Namur sowie bei der Schlacht bei Roucoux. Am 14. September 1752 wurde er zum Major befördert.
Im Siebenjährigen Krieg war Thadden zunächst bei der Armee unter Schwerin und mit ihr in der Schlacht bei Prag. Während der folgenden Belagerung von Prag zog er unter Generalleutnant Johann Christian von Brandeis von Jung-Bunzlau aus nach Landeshut. Von dort sollten er und seine Kameraden einen Mehltransport bis nach Zittau eskortieren. Aber in der Nacht vom 22. auf den 23. Juli wurde der Konvoi von den Österreichern abgefangen und vernichtet. Er wurde danach zur Armee unter von Bevern in die Lausitz verlegt. Als der Herzog nach Schlesien verlegte, wurde Thadden am 8. September mit den I. Bataillon des Regiments Nr. 49 (jetzt unter Diericke) nach Liegnitz geschickt. Generalleutnant von Brandes schickte das Bataillon zur Sicherung in die Festung Neisse. Thadden selber ging nach Brieg, das seiner Zeit von General Drašković nach der Schlacht bei Breslau eingeschlossen wurde. Er versuchte die Festung in einen verteidigungsbereiten Zustand zu versetzen. Nach der erfolgreichen Schlacht bei Leuthen wurde er von König Friedrich II. nach Breslau geschickt, um den Ingenieur Johann Friedrich von Balbi bei der Belagerung zu unterstützen. Nachdem sich die Festung ergeben hatte, wurde er nach Liegnitz geschickt, um die Belagerungstruppen unter Moritz von Anhalt-Dessau zu unterstützen. Nach dem Fall der Festung, baute er die Verschanzungen bei Landeshut, um die nachfolgende Belagerung von Schweidnitz zu unterstützen.
Anschließend wurde er wieder zum Korps „Diericke“ versetzt, um die Festung Glatz zu verteidigen. Als aber russische Truppen in Pommern und in die Mark Brandenburg vordrangen, wurde er mit dem Regiment nach Küstrin versetzt. Er wurde dann zum Korps „Dohna“ versetzt, mit dem er in die Schlacht bei Zorndorf zog. Dort wurde er schwer verletzt. Anfang 1759 war er wiederhergestellt, kam Thadden wieder zum Korps „Diericke“, das mit zwölf Bataillonen die Peenemünder Schanze belagerte und erfolgreich nahm. Danach wurde er Oberkommandant von Küstrin. Am Ende des Jahres wurde er nach Berlin gerufen, wo er 600 Rekruten in Empfang nahm, die er nach Groß-Glogau führte und dort die Stelle des Kommandanten übernahm. 1760 wurde er zum Brigadier befördert. Prinz Heinrich schickte ihn mit fünf Bataillonen in die Neumark, um die Provinz gegen den General Tottleben zu schützen. Nach der Schlacht bei Liegnitz kam er zum Korps „Goltz“ in Schlesien. Dieser schickte ihn mit drei Bataillonen und Kavallerie nach Oberschlesien, um Verpflegung und Rekruten einzufordern. Dort wurde er Generalmajor und wurde Chef des Regiments Nr. 4 ernannt. Danach kam er zum Korps „Württemberg“, um bei der Verteidigung von Kolberg zu helfen. 1762 fand er sich bei der Belagerung von Schweidnitz und wurde nach der Eroberung im dortigen Gebirge stationiert, das Regiment kam danach in Jauer ins Winterquartier. Nach dem Frieden von Hubertusburg kam das Regiment nach Preußen in Garnison.
1774 wurde er zum Generalleutnant und Gouverneur von Glatz ernannt. Dort übernahm er das Regiment Nr. 33. Im Bayerischen Erbfolgekrieg war er bei der Armee des Königs. Im September 1784 bekam er wegen einer Erkrankung seinen Abschied. Er ging auf sein Gut Babenz in Westpreußen. Dort starb er am 8. Dezember 1784 an Brustwassersucht.

## Familie

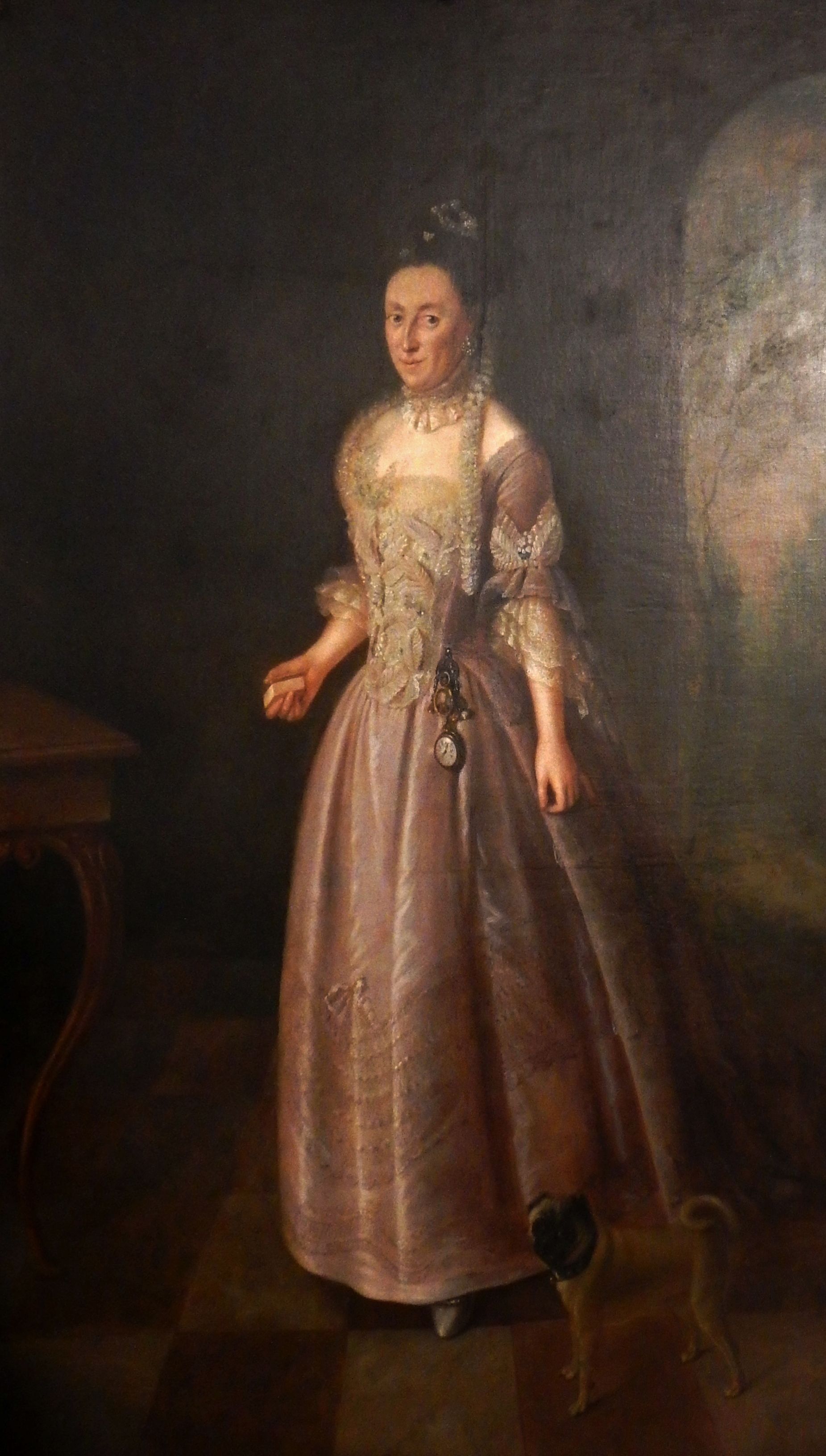
Christiane Juliane von Folgersberg, Ölgemälde im Nationalmuseum Stettin, um 1750

Er war seit dem 1. Juni 1746 mit Christiane Juliane von Folgersberg († 1792) verheiratet. Sie war die Witwe des Kaufmanns Christian Friedrich Krügelstein. Mit Thadden hatte sie zwei Söhne, die aber kurz nach der Geburt starben. Seine Vettern aus dem Hause Reddestow wurden seine Erben.